# Раскатиха (Курганская область)
Раскатиха — село в Притобольном районе Курганской области России. Административный центр Раскатихинского сельсовета.

## География
Село находится на юге Курганской области, в пределах юго-западной части Западно-Сибирской равнины, в лесостепной зоне, на берегах реки Чёрной, на расстоянии примерно 15 километров (по прямой) к северо-востоку от села Глядянского, административного центра района. Абсолютная высота — 87 метров над уровнем моря.
Климат
Климат характеризуется как резко континентальный, с холодной продолжительной малоснежной зимой и тёплым сухим летом. Среднегодовая температура — 1,6 °C. Средняя температура воздуха самого холодного месяца (января) составляет −17,9 °C (абсолютный минимум — −47 °С); самого тёплого месяца (июля) — 19,3 °C (абсолютный максимум — 41 °С). Вегетационный период длится 168 дней. Годовое количество атмосферных осадков — 346 мм, из которых 263 мм выпадает в период с апреля по октябрь. Продолжительность периода с устойчивым снежным покровом равна 157 дням.

## Население
| 1989 | 2002 | 2010 | 2012 | 2013  | 2014 | 2015 |
| ---- | ---- | ---- | ---- | ----- | ---- | ---- |
| 819  | ↘810 | ↘696 | ↗715 | ↘706  | ↗721 | ↘719 |
| 2016 | 2017 | 2018 | 2019 | 2020  |      |      |
| ↘705 | ↘679 | ↗700 | ↘679 | ↗1024 |      |      |

Гендерный состав
По данным Всероссийской переписи населения 2010 года в гендерной структуре населения мужчины составляли 47 %, женщины — соответственно 53 %.
Национальный состав
Согласно результатам Всероссийской переписи населения 2002 года, в национальной структуре населения русские составляли 97 %.